# Joanne Pricilla Loutoy
Joanne Pricilla Loutoy (sinh ngày 31 tháng 12 năm 1992) là một vận động viên chạy nước rút Seychelles. Cô đã tham gia cuộc thi 60 mét tại Giải vô địch trong nhà thế giới IAAF 2014.